# Włosienica (dopływ Czerwonej Wody)
Włosienica – potok na Pogórzu Izerskim, prawy dopływ Czerwonej Wody. Wypływa ze Wzgórz Zalipiańskich, następnie przepływa przez tereny gmin Platerówka oraz Sulików, gdzie uchodzi do Czerwonej Wody.